# 柴田弘之 (競馬)
柴田 弘之（しばた ひろし、1954年7月7日 - ）は、日本の元騎手。

## 来歴
1974年3月2日の中山第7競走5歳以上400万下・ダラス（5頭中2着）で初騎乗を果たし、同馬に騎乗した同24日の中山第12競走5歳以上500万下で初勝利を挙げる。8月10日の新潟第7競走4歳以上オープンではシカゴに騎乗し、スガノホマレ・カミノテシオに先着してサクライワイの2着に入ると、スプリンターズステークスでもニシキエース・ニットウチドリに先着してサクライワイの3着に入った。秋の福島では11月9日・10日に初の2日連続勝利、10日には初の1日2勝を記録するなど6勝を挙げ、1年目の同年から2桁勝利の11勝をマーク。
2年目の1975年には福島戦で春4勝・秋9勝の計13勝、夏の新潟戦では10勝を挙げ、2年連続2桁勝利で自身唯一の20勝台、自己最多の27勝をマーク。
1977年にはフジエクスプレスで重賞昇格前の中山牝馬ステークスを13頭中11番人気ながらディアマンテ・ウラカワチェリー・テイタニヤ・シービークインに先着する2着、4月9日の中山第9競走5歳以上オープンでもカシュウチカラに先着してヤマブキオーの5着に入り、2年ぶりの2桁勝利となる11勝をマーク。
1982年にはフジサンオーチーフで新潟3歳ステークス2着に入ったほか、朝日杯3歳ステークスでは15頭中14番人気のスピードトライで逃げる7番人気ニシノスキーの2番手を追走し、直線で猛追するもクビ差及ばず2着に終わったが、ニシノスキー鞍上の安田富男と共にビンゴカンタ・ドウカンヤシマを抑えて枠連3930円の高配当を叩き出した 。同年には5年ぶりの2桁となる10勝をマークしたが、結局この年が自身最後の2桁勝利となった。
1983年にはスピードトライで京成杯3着、弥生賞では最後に突っ込んでミスターシービーに1馬身半の2着に入り、1984年10月20日の東京第11競走オパールステークスではリンネスプレンディで岡部幸雄騎乗のギャロップダイナにアタマ差勝利。
1992年には7月4日の福島第5競走4歳未勝利を10番人気のホーエイテイオーに勝利し、単勝・枠連・馬連万馬券の波乱を起こした。
1993年8月15日の新潟第1競走3歳未勝利・シルキーローザが最後の勝利となり、1994年5月1日の東京第12競走4歳以上900万下・リオサンライズ（13頭中13着）が最後に引退。

## 騎手成績
| 通算成績 | 1着 | 2着 | 3着 | 4着以下 | 出走回数 | 勝率 | 連対率 |
| -------- | --- | --- | --- | ------- | -------- | ---- | ------ |
| 平地     | 116 | 162 | 144 | 1534    | 1956     | .059 | .142   |